# Karel Buchta
Karol Buchta (ur. 20 października 1897, zm. 21 lutego 1959) - czechosłowacki żołnierz i narciarz.
Wystąpił na Zimowych Igrzyskach Olimpijskich 1924 w Chamonix w patrolu wojskowym. Z drużyną zajął 4. miejsce.